# Cavariella sapporoensis
Cavariella sapporoensis är en insektsart. Cavariella sapporoensis ingår i släktet Cavariella och familjen långrörsbladlöss. Inga underarter finns listade i Catalogue of Life.